# Scirpus chunianus
Scirpus chunianus är en halvgräsart som beskrevs av Tang och Fa Tsuan Wang. Scirpus chunianus ingår i släktet skogssävssläktet, och familjen halvgräs. Inga underarter finns listade i Catalogue of Life.